# Елизавето-Пожва
Елизавето-Пожва — деревня в Юсьвинском муниципальном округе Пермского края России.

## Географическое положение
Деревня расположена в восточной части Юсьвинского муниципального округа на расстоянии примерно 5 километров по прямой на запад-северо-запад от поселка Пожва. 

## История
Деревня основана при Елизавето-Пожевском железоделательном заводе в 1794 году. Название связано с именем жены В.А Всеволожского, племянника основателя завода Всеволода Алексеевича Всеволожского. Завод играл вспомогательную роль при Пожевском заводе при переделке чугуна в железо. В 1899 году все Пожевские заводы купил князь С.Е. Львов, который потом через несколько лет Елизавето-Пожевский завод закрыл из-за нерентабельности. С 1884 по 1931 год действовала деревянная Захарие-Елизаветинская  церковь. В 1948 − 1952 годах в деревне находился лагпункт по вывозке леса. До 2020 года входила в состав Пожвинского сельского поселения Юсьвинского района.     

## Климат
Климат умеренно-континентальный. Средняя температура июля +17,7°С, января –15,8°С. Среднегодовое количество осадков составляет 664 мм, причем максимальное суточное количество достигает 68 мм, наибольшая высота снежного покрова 66-93см. Средняя температура зимой  (январь)- 15,8°С (абсолютный минимум - 53°С), летом (июль)+ 17,7 °С (абсолютный максимум + 38°С). Заморозки в воздухе заканчиваются в III декаде мая, но в отдельные годы заморозки отмечаются в конце апреля или начале июня. Осенние заморозки наступают в первой-начале второй декаде сентября. Средняя продолжительность безморозного периода 100 дней.

## Население
Постоянное население составляло 809 человек в 1869 году, 798 в 1926,  426 в 1962, 24 человека (92% русские) в 2002 году,  14 человек в 2010 году, 12 человек в 2019 году.    